# Bitwa pod Telamonem
Bitwa pod Telamonem – starcie zbrojne, które miało miejsce w roku 225 p.n.e. w trakcie walk Rzymian z Celtami (225–220 p.n.e.). Zakończyła się wielkim zwycięstwem armii rzymskiej dowodzonej przez konsulów Papusa i Regulusa (poniósł śmierć) nad plemionami celtyckimi  w liczbie ok. 70 000, w skład których wchodzili Bojowie, Tauryskowie, Insubrowie. Celtami dowodzili dwaj królowie Aneroest i Konkolitanos.

## Podłoże
Zasiedlenie doliny Padu przez plemiona celtyckie, dokonane w wyniku kilku fal migracyjnych, nastąpiło między VIII wiekiem p.n.e. a VII wiekiem p.n.e. Plemiona te – Insubrowie, Cenomanowie, Bojowie, Lingonowie i Senonowie – przybyły zza Alp. Nowi mieszkańcy sprawili duże kłopoty republice rzymskiej, najeżdżając niejednokrotnie Lacjum w IV wieku p.n.e., zaś szczególnie klęska nad rzeką Alią w 390 p.n.e. oraz zdobycie Rzymu przez Galów zapisały się w zbiorowej pamięci Rzymian. Na początku III wieku p.n.e doszło do pierwszych prób podboju terenów Galii Cisalpińskiej, które zostały przerwane w wyniku wybuchu I wojny punickiej. Dopiero w latach 238–236 p.n.e. doszło do wojny między Bojami a Rzymem, w trakcie której obie strony nie odniosły sukcesów. Do sprawy wrócono w 232 p.n.e., kiedy to senat rzymski na wniosek Gajusza Flaminiusza wydzielił pod osadnictwo terytorium odebrane wcześniej Senonom – północną cześć Picenum. Wzbudziło to falę niepokojów wśród Bojów i Insubrów, którzy zawarli w 231 p.n.e. sojusz oraz poprosili o pomoc plemiona zza Alp. Zapłacili także duże sumy Gesatom, obiecując w zamian za pomoc w walce z Rzymianami obfite łupy. 
Mobilizacja plemion galijskich wywołała niepokój wśród mieszkańców Rzymu, którzy w 228 p.n.e. w celu przebłagania bogów zakopali na Forum Boarium pary Greków i Galów. Dokonano pełnej mobilizacji sił i środków. Według Polibiusza konsulowie otrzymali pod komendę 4 legiony, z których każdy składał się z 5200 żołnierzy piechoty, 300 jeźdźców oraz 32 tysięcy sprzymierzeńców. Sformowano także armię liczącą 54 tysięcy Sabinów i Etrusków pod dowództwem pretora. Duże siły wojskowe zgromadzono również w Rzymie. Wezwano także sojuszników do przysłania kontyngentów wojskowych, a plemiona Wenetów i Cenomanów przeciągnięto na swoją stronę. Do walki z Galami stawiła się armia pretora ustawiona w Etrurii, armia konsularna pod dowództwem Lucjusza Emiliusza Papusa rozdyslokowała się w Arminum, natomiast trzecia armia konsularna pod dowództwem Gajusza Atyliusza Regulusa znajdowała się na Sardynii.

## Preludium
Galowie nie skierowali się, jak to było podczas ich najazdu z 232 r., w stronę Arminum, lecz zaatakowali Etrurię, docierając aż do Clusium, odległego od Rzymu o trzy dni marszu. Na wieść o znajdującej się niepodal armii pretora postanowili wyjść jej na spotkanie. W bitwie pod Faesulae armia rzymska wpadła w zasadzkę i poniosła klęskę, tracąc 6 tysięcy żołnierzy. Jej resztki wycofały się, oczekując na wsparcie ze stron armii konsularnych. Następnego dnia na miejsce bitwy przybyła armia pod dowództwem Papusa, która połączyła się z siłami pretora. Galowie, zamiast stawić czoło nowemu przeciwnikowi, postanowili wyruszyć na północ w celu eskorty wziętych łupów, by później wrócić i pokonać Rzymian. Podczas gdy armia Papusa ruszyła w pościg, w Port Pisano wylądowała armia drugiego konsula Gajusza Atyliusza Regulusa, która ruszyła na południe i pod Telamonem trafiła na armię galijską. W ten sposób Galowie wpadli w kleszcze pomiędzy obie armie.

## Przebieg bitwy
Galowie podzielili swoje siły. Przeciwko armii Papusa ustawili Gesatów i Insubrów, a przeciw armii Regulusa Taurysków i Bojów. Bitwa zaczęła się od potyczki na pobliskim wzgórzu, na które została wysłana kawaleria Papusa w celu wsparcia walczących z Galami oddziałów Regulusa. Wzięci w dwa ognie wojownicy galijscy przebili się z pułapki i dotarli do szyku Taurysków i Bojów. W potyczce tej zginął konsul Regulus, którego głowa została dostarczona galijskim królom.
Starcie rozpoczęło się od obrzucenia szeregów galijskich oszczepami przez lekkozbrojnych welitów, co spowodowało wśród nieopancerzonych Gesatów straty i wywołało panikę. Część z nich uciekła na tyły, inni zaatakowali w szale szeregi rzymskie, ponosząc kompletną klęskę. Następnie do szeregów galijskich zbliżyły się manipuły rzymskie i wdały się w walkę z nimi. W tym czasie kawaleria rzymska uderzyła z flanki, co przesądziło o klęsce Galów i prawie całkowitym zniszczeniu ich armii. Galowie stracili 40 tysięcy zabitych i 10 tysięcy jeńców, spore też musiały być straty Rzymian. Aneroest uciekł z miejsca bitwy i popełnił samobójstwo, a Konkolitanos wpadł w niewolę. 

## Skutki
Wynik bitwy pozwolił Rzymianom na rozpoczęcie podboju Niziny Padańskiej. W 224 p.n.e. armie pod dowództwem konsulów Kwintusa Fulwiusza i Tytusa Manliusza przeprowadziły kampanię na terytorium Bojów, zmuszając ich do kapitulacji. W 222 p.n.e. cała Nizina Padańska została podbita, a cztery lata później Rzymianie założyli nad Padem kolonię Placentia i Cremona. Klęska pod Telamonem osłabiła Galów do tego stopnia, że gdy w 217 p.n.e. do Italii wkroczył Hannibal, ci nie byli w stanie mu wystarczająco pomóc w walce z Rzymem.